# Shabla Knoll
Der Schabla Knoll (englisch; bulgarisch връх Шабла wrach Schabla) ist ein über 400 m hoher Berg auf der Livingston-Insel im Archipel der Südlichen Shetlandinseln. Im Delchev Ridge der Tangra Mountains ragt er 2,3 km ostnordöstlich des Elena Peak und 3 km südwestlich des Renier Point auf.
Die bulgarische Kommission für Antarktische Geographische Namen benannte ihn 2002 nach der Stadt Schabla im Nordosten Bulgariens.